# Marcellus Gilmore Edson
Marcellus Gilmore Edson, né le 7 février 1849 à Bedford (Québec) et mort le 6 mars 1940, est un pharmacien canadien de Montréal qui a breveté le beurre de cacahuètes (pâte d'arachide) en 1884. 
Son produit refroidi avait « une consistance semblable à celle du beurre, du saindoux ou de la pommade », selon sa demande de brevet. Il a inclus le mélange de sucre dans la pâte pour en durcir la consistance. 
Edson a développé l’idée de la pâte de cacahuète en tant qu’aliment délicieux et nutritif pour les personnes qui ne pouvaient à peine mâcher de la nourriture solide, un état courant à cette époque. La pâte de cacahuète était initialement vendue à six cents la livre. 
Le brevet américain 306727 lui a été délivré en 1884. Le brevet décrit un procédé de broyage d'arachides grillées jusqu'à ce que les arachides atteignent « un état fluide ou semi-fluide ».